# Boschaffären
Boschaffären var en kedja av händelser, med en komplicerad intrig, som utspelade sig under åren 1939-1950. Den blev allmänt känd i augusti 1945 då USA anklagade bröderna Jacob och Marcus Wallenberg och Stockholms Enskilda Bank för att ha varit bulvaner åt Boschkoncernen under andra världskriget. Allt i syfte att göra lönsamma internationella placeringar genom att skydda de tyska dotterföretagen från konfiskering i fiendeland. Anklagelserna medförde, att bankens och bröderna Wallenbergs tillgångar i USA blockerades och de amerikanska myndigheterna argumenterade för en svartlistning av såväl bröderna som banken.

## Händelseutveckling
SEB hade med början år 1939 köpt åtta Boschföretag i neutrala länder och en majoritet av aktierna i det amerikanska Boschbolaget, American Bosch Corporation, ABC. Affärsuppgörelsen var sådan att moderbolaget tilldelades rätten att anvisa köpare om bolagen skulle vidareförsäljas. Bosch hade i gengäld förbundit sig att medverka till att SEB, i Tyskland, kunde placera de tyska statspapper för 15 miljoner kronor, Kreugerobligationer, som fanns kvar i resterna efter Kreugerkraschen. Förutom detta gav Bosch en premie på 2,7 miljoner till SEB. Förvärvet av ABC var den klart största affären och köpeskillingen var motsvarande 12,4 miljoner kronor. I praktiken kom Boschkoncernen genom affärsuppgörelsen att ha full kontroll över dotterföretaget.
SEB hävdade mot USA att man ägde ABC utan förbehåll och att man i framtiden avsåg att sälja detta till amerikaner. Samtidigt var man dock angelägen om att hålla tillräckligt stor andel aktier för att kunna tillfredsställa Boschkoncernen då kriget var över. Misstänksamheten från USA förblev dock stor och i december 1941 förklarade Amerikanska Treasury Department,  ATD, att ABC inte var ett rent svenskt företag. SEB:s amerikanska jurister, däribland den sedermera amerikanske utrikesministern John Foster Dulles, klargjorde för SEB att det var nödvändigt att svenska myndigheter intygade att ABC var svenskt, annars skulle det tas i beslag som fientlig tillhörighet.
Marcus Wallenberg vände sig till den svenska regeringen och lyckades, efter ett möte med bland andra finansministern Ernst Wigforss, ordföranden i riksbanksfullmäktige Dag Hammarskjöld och riksbankschefen Ivar Rooth, att få den att ställa sig bakom en promemoria, som huvudsakligen hade formulerats av honom själv. Brevet som sändes till Washington den 13 januari 1942 innehöll inga referenser till att Bosch hade en option att köpa tillbaka bolaget. Treasury Department meddelades häri att ABC-aktierna var: "definitely bona fide Swedish and there exists no qualifying agreement undertakings or promises impairing this ownership". Utrikesministern Christian Günther klargjorde dessutom för den amerikanske ministern i Stockholm, att han var säker på att SEB inte dolde någonting. Ansträngningarna var dock förgäves. Den 18 maj 1942 beslagtogs ABC av amerikanska Alien Property Custodian. Vid denna tidpunkt kom inga av dessa händelser att offentliggöras.
Bankens affärer avslöjades den 31 juli 1945, i en artikel i New York Herald Tribune. Amerikanska militära utredare hade minutiöst letat igenom Boschs huvudkontor i Stuttgart och därvid påträffat gömda dokument, med vars hjälp man kunde spåra det ifrågasatta ägarskapet av ABC tillbaka till moderbolaget Bosch. Den 8 augusti förklarade Treasury Department att bröderna Wallenberg personligen var spärrade, "special blocked nationals", och att SEB borde svartlistas i alla allierade länder. Avslöjandet ledde till att bröderna Wallenberg tillsammans med deras medarbetare Rolf Calissendorff kallades till utskottsförhör i  ATD. Utfrågningarna pågick i perioder under hela hösten 1945. Vid dessa hade SEB-gruppen betydande svårigheter med att försvara sig mot beskyllningarna och amerikanernas slutsats blev, att banken inte endast hade undanhållit de rätta ägarförhållandena utan även, vid förfrågningar därom, hade fört fram lögner. Förhörsprotokollet kom att omfatta 1261 maskinskrivna sidor.
I ett desperat försök att rentvå sig själv och banken gjorde Marcus Wallenberg åter en framstöt till den svenska regeringen om hjälp. Från regeringshåll bemöttes hänvändelsen med kyla. Man ansåg sig ha blivit förd bakom ljuset några år tidigare och ville inte lämna något som helst stöd till banken. Den nytillträdde utrikesministern Östen Undén ställde sig helt avvisande. Någon "allmän förtroendeförklaring" var man inte beredd att avge.
Marcus Wallenberg tog nu ett initiativ, som kom att skapa en klyfta mellan honom och hans broder Jacob. Utöver den allmänna promemoria, som ATD begärt, författade han en personligt hållen privat promemoria. Denna innehöll ett beklagande av affären och ett erkännande av att den varit illa hanterad av banken. Han betonade att hans syn på förhållandet till Bosch skilde sig från de övrigas i SEB-gruppen och påstod, utan Jacob Wallenbergs vetskap och utan att beslut hade tagits, att denne snart skulle avgå från sin post som VD och då ersättas av Marcus själv.
Marcus Wallenbergs offensiva agerande och hans nära vänskap med den engelske ministern i Stockholm, Victor Mallet, kan ha bidragit till en positiv effekt för banken.
När den allierade gruppen för svartlistning sammanträdde i maj 1946, yrkade engelsmännen för en återhållen reaktion mot SEB-gruppen och trots att det påpekades att bröderna Wallenberg förtjänade att bli svartlistade, så beslutade man att inte rekommendera detta.  
Boschaffären kom inte att bli avslutad förrän 1950. SEB-gruppen stämde 1947 Alien Property Custodian med krav om att få tillbaka sina tillgångar. Efter en långdragen process med negativ publicitet och vars slut man inte kunde se godtog SEB 1950 en förlikning, som innebar att man skulle få 2,6 miljoner USD, vilket motsvarade endast en tredjedel av ABC:s dåvarande värde.
Boschaffären blev ekonomiskt en klar förlust för SEB. Den avgjort största förlusten var dock de negativa verkningarna på bankens och bröderna Wallenbergs anseende i Sverige och internationellt. I amerikansk press kom de under ett antal år att associeras med det nazistiska Tyskland.